# Flask (веб фрејмворк)
Flask је микровеб аликациони фрејмворк написан у Пајтону и базиран је на алатки Werkzeug и Jinja2 шаблону. Има BSD лиценцу.
Од 2015. последња стабилна верзија Flask-а је 0.10.1. Примери апликација која користе фрејмворк су Pinterest, LinkedIn, као и заједница веб странице самог Flask-а.
Flask је назван микрофрејмворком зато што форсира програмера да користи неку одређену алатку или библиотеку. Нема слој апстрактне базе података, форму валидације, или било коју другу компоненту где већ постојеће библиотеке трећег лица нуде честе функције. Какогод, Flask подржава екстензије које могу додати могућности апликацијама као да су и саме имплементиране у Flask-у. Екстензије постоје за објектно-оријенистане мапере, форме валидација, одржавање аплоуда, разне технологије аутентификација и неколико честих алатки везаних за фрејмворк.

## Историја
Flask је направљен од стране Армина Ронашера Покоа што је интернационална група Пајтон ентузијаста оформљена 2004. Према Армину, "Требало је да буде првоаприлска шала, али се доказала довољно популарном да постане озбиљна апликација у своју руку." Flask је базиран на алатки WSGI и Jinja2 шаблону, оба Поко пројекта која су била направљена када су Ронашер и Џорџ Брендл правили систем огласне табле написане у Пајтону.
Упркос недостатку избацивања главне верзије, Flask је постао веома популаран међу Пајтон ентузијастима.

## Могућности
- Садржи развојни центар и дебагер
- Интегрисана подршка за тестирање јединица
- RESTful захтев диспечера
- Користи Jinja2 шаблонирање
- Подршла за сигурне колачиће (сесије са стране корисника)
- 100% WSGI 1.0 компатибилност
- Unicode-базиран
- Свеобухватна документација
- Google App Engine компатибилност
- Екстензије доступне да обогате могућности по жељи

## Пример
Следећи код показује једноставну веб апликацију која штампа "Hello World!":
```
from
 
flask
 
import
 
Flask

app
 
=
 
Flask
(
__name__
)

@app
.
route
(
"/"
)

def
 
hello
:

    
return
 
"Hello World!"

if
 
__name__
 
==
 
"__main__"
:

    
app
.
run


```